# Флека-1 тема
Те́ма Фле́ка-1 — тема в шаховій композиції. Суть теми — після вступного ходу виникає, як мінімум три загрози мату, але на кожну відповідь чорних почергово проходить тільки один мат з множинної загрози, інші — парируються.

## Історія
Тему запропонував у 1934 році ХХ століття угорський шаховий композитор, міжнародний гросмейстер з шахової композиції, міжнародний арбітр з шахової композиції — Ференц Флек (17.02.1908 — 25.02.1994).
В рішенні задачі після вступного ходу білих виникає три або більше загроз мату. Скільки виникає загроз оголошення мату — стільки ж у чорних є варіантів захисту від усіх крім однієї загрози. В кожному варіанті почергово проходить лише одна із множинної загрози.
Неодноразово угорський журнал «Magyar Sakkvilag» проводив конкурс на цю тему. Хоча ця ідея, як виявилося згодом, вже існувала в триходовому жанрі (Ф. Клетт «Збірник задач» 1878 р.), але назва теми збереглася — тема Флека-1.
|   | a | b | c | d | e | f | g | h |   |
| 8 | d8 чорний кінь · h8 чорний кінь · b7 чорний пішак · g7 біла тура · h7 білий король · b6 біла тура · c6 чорний слон · e6 білий кінь · f6 чорний король · c5 білий кінь · e5 чорна тура · c4 чорний пішак · g4 білий пішак · b2 білий слон | d8 чорний кінь · h8 чорний кінь · b7 чорний пішак · g7 біла тура · h7 білий король · b6 біла тура · c6 чорний слон · e6 білий кінь · f6 чорний король · c5 білий кінь · e5 чорна тура · c4 чорний пішак · g4 білий пішак · b2 білий слон | d8 чорний кінь · h8 чорний кінь · b7 чорний пішак · g7 біла тура · h7 білий король · b6 біла тура · c6 чорний слон · e6 білий кінь · f6 чорний король · c5 білий кінь · e5 чорна тура · c4 чорний пішак · g4 білий пішак · b2 білий слон | d8 чорний кінь · h8 чорний кінь · b7 чорний пішак · g7 біла тура · h7 білий король · b6 біла тура · c6 чорний слон · e6 білий кінь · f6 чорний король · c5 білий кінь · e5 чорна тура · c4 чорний пішак · g4 білий пішак · b2 білий слон | d8 чорний кінь · h8 чорний кінь · b7 чорний пішак · g7 біла тура · h7 білий король · b6 біла тура · c6 чорний слон · e6 білий кінь · f6 чорний король · c5 білий кінь · e5 чорна тура · c4 чорний пішак · g4 білий пішак · b2 білий слон | d8 чорний кінь · h8 чорний кінь · b7 чорний пішак · g7 біла тура · h7 білий король · b6 біла тура · c6 чорний слон · e6 білий кінь · f6 чорний король · c5 білий кінь · e5 чорна тура · c4 чорний пішак · g4 білий пішак · b2 білий слон | d8 чорний кінь · h8 чорний кінь · b7 чорний пішак · g7 біла тура · h7 білий король · b6 біла тура · c6 чорний слон · e6 білий кінь · f6 чорний король · c5 білий кінь · e5 чорна тура · c4 чорний пішак · g4 білий пішак · b2 білий слон | d8 чорний кінь · h8 чорний кінь · b7 чорний пішак · g7 біла тура · h7 білий король · b6 біла тура · c6 чорний слон · e6 білий кінь · f6 чорний король · c5 білий кінь · e5 чорна тура · c4 чорний пішак · g4 білий пішак · b2 білий слон | 8 |
| 7 | d8 чорний кінь · h8 чорний кінь · b7 чорний пішак · g7 біла тура · h7 білий король · b6 біла тура · c6 чорний слон · e6 білий кінь · f6 чорний король · c5 білий кінь · e5 чорна тура · c4 чорний пішак · g4 білий пішак · b2 білий слон | d8 чорний кінь · h8 чорний кінь · b7 чорний пішак · g7 біла тура · h7 білий король · b6 біла тура · c6 чорний слон · e6 білий кінь · f6 чорний король · c5 білий кінь · e5 чорна тура · c4 чорний пішак · g4 білий пішак · b2 білий слон | d8 чорний кінь · h8 чорний кінь · b7 чорний пішак · g7 біла тура · h7 білий король · b6 біла тура · c6 чорний слон · e6 білий кінь · f6 чорний король · c5 білий кінь · e5 чорна тура · c4 чорний пішак · g4 білий пішак · b2 білий слон | d8 чорний кінь · h8 чорний кінь · b7 чорний пішак · g7 біла тура · h7 білий король · b6 біла тура · c6 чорний слон · e6 білий кінь · f6 чорний король · c5 білий кінь · e5 чорна тура · c4 чорний пішак · g4 білий пішак · b2 білий слон | d8 чорний кінь · h8 чорний кінь · b7 чорний пішак · g7 біла тура · h7 білий король · b6 біла тура · c6 чорний слон · e6 білий кінь · f6 чорний король · c5 білий кінь · e5 чорна тура · c4 чорний пішак · g4 білий пішак · b2 білий слон | d8 чорний кінь · h8 чорний кінь · b7 чорний пішак · g7 біла тура · h7 білий король · b6 біла тура · c6 чорний слон · e6 білий кінь · f6 чорний король · c5 білий кінь · e5 чорна тура · c4 чорний пішак · g4 білий пішак · b2 білий слон | d8 чорний кінь · h8 чорний кінь · b7 чорний пішак · g7 біла тура · h7 білий король · b6 біла тура · c6 чорний слон · e6 білий кінь · f6 чорний король · c5 білий кінь · e5 чорна тура · c4 чорний пішак · g4 білий пішак · b2 білий слон | d8 чорний кінь · h8 чорний кінь · b7 чорний пішак · g7 біла тура · h7 білий король · b6 біла тура · c6 чорний слон · e6 білий кінь · f6 чорний король · c5 білий кінь · e5 чорна тура · c4 чорний пішак · g4 білий пішак · b2 білий слон | 7 |
| 6 | d8 чорний кінь · h8 чорний кінь · b7 чорний пішак · g7 біла тура · h7 білий король · b6 біла тура · c6 чорний слон · e6 білий кінь · f6 чорний король · c5 білий кінь · e5 чорна тура · c4 чорний пішак · g4 білий пішак · b2 білий слон | d8 чорний кінь · h8 чорний кінь · b7 чорний пішак · g7 біла тура · h7 білий король · b6 біла тура · c6 чорний слон · e6 білий кінь · f6 чорний король · c5 білий кінь · e5 чорна тура · c4 чорний пішак · g4 білий пішак · b2 білий слон | d8 чорний кінь · h8 чорний кінь · b7 чорний пішак · g7 біла тура · h7 білий король · b6 біла тура · c6 чорний слон · e6 білий кінь · f6 чорний король · c5 білий кінь · e5 чорна тура · c4 чорний пішак · g4 білий пішак · b2 білий слон | d8 чорний кінь · h8 чорний кінь · b7 чорний пішак · g7 біла тура · h7 білий король · b6 біла тура · c6 чорний слон · e6 білий кінь · f6 чорний король · c5 білий кінь · e5 чорна тура · c4 чорний пішак · g4 білий пішак · b2 білий слон | d8 чорний кінь · h8 чорний кінь · b7 чорний пішак · g7 біла тура · h7 білий король · b6 біла тура · c6 чорний слон · e6 білий кінь · f6 чорний король · c5 білий кінь · e5 чорна тура · c4 чорний пішак · g4 білий пішак · b2 білий слон | d8 чорний кінь · h8 чорний кінь · b7 чорний пішак · g7 біла тура · h7 білий король · b6 біла тура · c6 чорний слон · e6 білий кінь · f6 чорний король · c5 білий кінь · e5 чорна тура · c4 чорний пішак · g4 білий пішак · b2 білий слон | d8 чорний кінь · h8 чорний кінь · b7 чорний пішак · g7 біла тура · h7 білий король · b6 біла тура · c6 чорний слон · e6 білий кінь · f6 чорний король · c5 білий кінь · e5 чорна тура · c4 чорний пішак · g4 білий пішак · b2 білий слон | d8 чорний кінь · h8 чорний кінь · b7 чорний пішак · g7 біла тура · h7 білий король · b6 біла тура · c6 чорний слон · e6 білий кінь · f6 чорний король · c5 білий кінь · e5 чорна тура · c4 чорний пішак · g4 білий пішак · b2 білий слон | 6 |
| 5 | d8 чорний кінь · h8 чорний кінь · b7 чорний пішак · g7 біла тура · h7 білий король · b6 біла тура · c6 чорний слон · e6 білий кінь · f6 чорний король · c5 білий кінь · e5 чорна тура · c4 чорний пішак · g4 білий пішак · b2 білий слон | d8 чорний кінь · h8 чорний кінь · b7 чорний пішак · g7 біла тура · h7 білий король · b6 біла тура · c6 чорний слон · e6 білий кінь · f6 чорний король · c5 білий кінь · e5 чорна тура · c4 чорний пішак · g4 білий пішак · b2 білий слон | d8 чорний кінь · h8 чорний кінь · b7 чорний пішак · g7 біла тура · h7 білий король · b6 біла тура · c6 чорний слон · e6 білий кінь · f6 чорний король · c5 білий кінь · e5 чорна тура · c4 чорний пішак · g4 білий пішак · b2 білий слон | d8 чорний кінь · h8 чорний кінь · b7 чорний пішак · g7 біла тура · h7 білий король · b6 біла тура · c6 чорний слон · e6 білий кінь · f6 чорний король · c5 білий кінь · e5 чорна тура · c4 чорний пішак · g4 білий пішак · b2 білий слон | d8 чорний кінь · h8 чорний кінь · b7 чорний пішак · g7 біла тура · h7 білий король · b6 біла тура · c6 чорний слон · e6 білий кінь · f6 чорний король · c5 білий кінь · e5 чорна тура · c4 чорний пішак · g4 білий пішак · b2 білий слон | d8 чорний кінь · h8 чорний кінь · b7 чорний пішак · g7 біла тура · h7 білий король · b6 біла тура · c6 чорний слон · e6 білий кінь · f6 чорний король · c5 білий кінь · e5 чорна тура · c4 чорний пішак · g4 білий пішак · b2 білий слон | d8 чорний кінь · h8 чорний кінь · b7 чорний пішак · g7 біла тура · h7 білий король · b6 біла тура · c6 чорний слон · e6 білий кінь · f6 чорний король · c5 білий кінь · e5 чорна тура · c4 чорний пішак · g4 білий пішак · b2 білий слон | d8 чорний кінь · h8 чорний кінь · b7 чорний пішак · g7 біла тура · h7 білий король · b6 біла тура · c6 чорний слон · e6 білий кінь · f6 чорний король · c5 білий кінь · e5 чорна тура · c4 чорний пішак · g4 білий пішак · b2 білий слон | 5 |
| 4 | d8 чорний кінь · h8 чорний кінь · b7 чорний пішак · g7 біла тура · h7 білий король · b6 біла тура · c6 чорний слон · e6 білий кінь · f6 чорний король · c5 білий кінь · e5 чорна тура · c4 чорний пішак · g4 білий пішак · b2 білий слон | d8 чорний кінь · h8 чорний кінь · b7 чорний пішак · g7 біла тура · h7 білий король · b6 біла тура · c6 чорний слон · e6 білий кінь · f6 чорний король · c5 білий кінь · e5 чорна тура · c4 чорний пішак · g4 білий пішак · b2 білий слон | d8 чорний кінь · h8 чорний кінь · b7 чорний пішак · g7 біла тура · h7 білий король · b6 біла тура · c6 чорний слон · e6 білий кінь · f6 чорний король · c5 білий кінь · e5 чорна тура · c4 чорний пішак · g4 білий пішак · b2 білий слон | d8 чорний кінь · h8 чорний кінь · b7 чорний пішак · g7 біла тура · h7 білий король · b6 біла тура · c6 чорний слон · e6 білий кінь · f6 чорний король · c5 білий кінь · e5 чорна тура · c4 чорний пішак · g4 білий пішак · b2 білий слон | d8 чорний кінь · h8 чорний кінь · b7 чорний пішак · g7 біла тура · h7 білий король · b6 біла тура · c6 чорний слон · e6 білий кінь · f6 чорний король · c5 білий кінь · e5 чорна тура · c4 чорний пішак · g4 білий пішак · b2 білий слон | d8 чорний кінь · h8 чорний кінь · b7 чорний пішак · g7 біла тура · h7 білий король · b6 біла тура · c6 чорний слон · e6 білий кінь · f6 чорний король · c5 білий кінь · e5 чорна тура · c4 чорний пішак · g4 білий пішак · b2 білий слон | d8 чорний кінь · h8 чорний кінь · b7 чорний пішак · g7 біла тура · h7 білий король · b6 біла тура · c6 чорний слон · e6 білий кінь · f6 чорний король · c5 білий кінь · e5 чорна тура · c4 чорний пішак · g4 білий пішак · b2 білий слон | d8 чорний кінь · h8 чорний кінь · b7 чорний пішак · g7 біла тура · h7 білий король · b6 біла тура · c6 чорний слон · e6 білий кінь · f6 чорний король · c5 білий кінь · e5 чорна тура · c4 чорний пішак · g4 білий пішак · b2 білий слон | 4 |
| 3 | d8 чорний кінь · h8 чорний кінь · b7 чорний пішак · g7 біла тура · h7 білий король · b6 біла тура · c6 чорний слон · e6 білий кінь · f6 чорний король · c5 білий кінь · e5 чорна тура · c4 чорний пішак · g4 білий пішак · b2 білий слон | d8 чорний кінь · h8 чорний кінь · b7 чорний пішак · g7 біла тура · h7 білий король · b6 біла тура · c6 чорний слон · e6 білий кінь · f6 чорний король · c5 білий кінь · e5 чорна тура · c4 чорний пішак · g4 білий пішак · b2 білий слон | d8 чорний кінь · h8 чорний кінь · b7 чорний пішак · g7 біла тура · h7 білий король · b6 біла тура · c6 чорний слон · e6 білий кінь · f6 чорний король · c5 білий кінь · e5 чорна тура · c4 чорний пішак · g4 білий пішак · b2 білий слон | d8 чорний кінь · h8 чорний кінь · b7 чорний пішак · g7 біла тура · h7 білий король · b6 біла тура · c6 чорний слон · e6 білий кінь · f6 чорний король · c5 білий кінь · e5 чорна тура · c4 чорний пішак · g4 білий пішак · b2 білий слон | d8 чорний кінь · h8 чорний кінь · b7 чорний пішак · g7 біла тура · h7 білий король · b6 біла тура · c6 чорний слон · e6 білий кінь · f6 чорний король · c5 білий кінь · e5 чорна тура · c4 чорний пішак · g4 білий пішак · b2 білий слон | d8 чорний кінь · h8 чорний кінь · b7 чорний пішак · g7 біла тура · h7 білий король · b6 біла тура · c6 чорний слон · e6 білий кінь · f6 чорний король · c5 білий кінь · e5 чорна тура · c4 чорний пішак · g4 білий пішак · b2 білий слон | d8 чорний кінь · h8 чорний кінь · b7 чорний пішак · g7 біла тура · h7 білий король · b6 біла тура · c6 чорний слон · e6 білий кінь · f6 чорний король · c5 білий кінь · e5 чорна тура · c4 чорний пішак · g4 білий пішак · b2 білий слон | d8 чорний кінь · h8 чорний кінь · b7 чорний пішак · g7 біла тура · h7 білий король · b6 біла тура · c6 чорний слон · e6 білий кінь · f6 чорний король · c5 білий кінь · e5 чорна тура · c4 чорний пішак · g4 білий пішак · b2 білий слон | 3 |
| 2 | d8 чорний кінь · h8 чорний кінь · b7 чорний пішак · g7 біла тура · h7 білий король · b6 біла тура · c6 чорний слон · e6 білий кінь · f6 чорний король · c5 білий кінь · e5 чорна тура · c4 чорний пішак · g4 білий пішак · b2 білий слон | d8 чорний кінь · h8 чорний кінь · b7 чорний пішак · g7 біла тура · h7 білий король · b6 біла тура · c6 чорний слон · e6 білий кінь · f6 чорний король · c5 білий кінь · e5 чорна тура · c4 чорний пішак · g4 білий пішак · b2 білий слон | d8 чорний кінь · h8 чорний кінь · b7 чорний пішак · g7 біла тура · h7 білий король · b6 біла тура · c6 чорний слон · e6 білий кінь · f6 чорний король · c5 білий кінь · e5 чорна тура · c4 чорний пішак · g4 білий пішак · b2 білий слон | d8 чорний кінь · h8 чорний кінь · b7 чорний пішак · g7 біла тура · h7 білий король · b6 біла тура · c6 чорний слон · e6 білий кінь · f6 чорний король · c5 білий кінь · e5 чорна тура · c4 чорний пішак · g4 білий пішак · b2 білий слон | d8 чорний кінь · h8 чорний кінь · b7 чорний пішак · g7 біла тура · h7 білий король · b6 біла тура · c6 чорний слон · e6 білий кінь · f6 чорний король · c5 білий кінь · e5 чорна тура · c4 чорний пішак · g4 білий пішак · b2 білий слон | d8 чорний кінь · h8 чорний кінь · b7 чорний пішак · g7 біла тура · h7 білий король · b6 біла тура · c6 чорний слон · e6 білий кінь · f6 чорний король · c5 білий кінь · e5 чорна тура · c4 чорний пішак · g4 білий пішак · b2 білий слон | d8 чорний кінь · h8 чорний кінь · b7 чорний пішак · g7 біла тура · h7 білий король · b6 біла тура · c6 чорний слон · e6 білий кінь · f6 чорний король · c5 білий кінь · e5 чорна тура · c4 чорний пішак · g4 білий пішак · b2 білий слон | d8 чорний кінь · h8 чорний кінь · b7 чорний пішак · g7 біла тура · h7 білий король · b6 біла тура · c6 чорний слон · e6 білий кінь · f6 чорний король · c5 білий кінь · e5 чорна тура · c4 чорний пішак · g4 білий пішак · b2 білий слон | 2 |
| 1 | d8 чорний кінь · h8 чорний кінь · b7 чорний пішак · g7 біла тура · h7 білий король · b6 біла тура · c6 чорний слон · e6 білий кінь · f6 чорний король · c5 білий кінь · e5 чорна тура · c4 чорний пішак · g4 білий пішак · b2 білий слон | d8 чорний кінь · h8 чорний кінь · b7 чорний пішак · g7 біла тура · h7 білий король · b6 біла тура · c6 чорний слон · e6 білий кінь · f6 чорний король · c5 білий кінь · e5 чорна тура · c4 чорний пішак · g4 білий пішак · b2 білий слон | d8 чорний кінь · h8 чорний кінь · b7 чорний пішак · g7 біла тура · h7 білий король · b6 біла тура · c6 чорний слон · e6 білий кінь · f6 чорний король · c5 білий кінь · e5 чорна тура · c4 чорний пішак · g4 білий пішак · b2 білий слон | d8 чорний кінь · h8 чорний кінь · b7 чорний пішак · g7 біла тура · h7 білий король · b6 біла тура · c6 чорний слон · e6 білий кінь · f6 чорний король · c5 білий кінь · e5 чорна тура · c4 чорний пішак · g4 білий пішак · b2 білий слон | d8 чорний кінь · h8 чорний кінь · b7 чорний пішак · g7 біла тура · h7 білий король · b6 біла тура · c6 чорний слон · e6 білий кінь · f6 чорний король · c5 білий кінь · e5 чорна тура · c4 чорний пішак · g4 білий пішак · b2 білий слон | d8 чорний кінь · h8 чорний кінь · b7 чорний пішак · g7 біла тура · h7 білий король · b6 біла тура · c6 чорний слон · e6 білий кінь · f6 чорний король · c5 білий кінь · e5 чорна тура · c4 чорний пішак · g4 білий пішак · b2 білий слон | d8 чорний кінь · h8 чорний кінь · b7 чорний пішак · g7 біла тура · h7 білий король · b6 біла тура · c6 чорний слон · e6 білий кінь · f6 чорний король · c5 білий кінь · e5 чорна тура · c4 чорний пішак · g4 білий пішак · b2 білий слон | d8 чорний кінь · h8 чорний кінь · b7 чорний пішак · g7 біла тура · h7 білий король · b6 біла тура · c6 чорний слон · e6 білий кінь · f6 чорний король · c5 білий кінь · e5 чорна тура · c4 чорний пішак · g4 білий пішак · b2 білий слон | 1 |
|   | a | b | c | d | e | f | g | h |   |

1. Sf4! ~ 2. Sh5, Sd5, Sd7, Se4#
1. … Se6 2. Sh5#
1. … Sf7 2. Sd5#
1. … c3   2. Sd7#
1. … Sg6 2. Se4#
Тема виражена в чотирьох варіантах.
|   | a | b | c | d | e | f | g | h |   |
| 8 | b8 біла тура · c8 білий король · c7 білий слон · e7 чорний пішак · h7 білий кінь · a6 чорний пішак · e6 чорний король · g6 білий пішак · a5 чорна тура · b5 чорний пішак · e5 білий кінь · f5 чорний ферзь · h5 чорний слон · a4 чорний пішак · b4 білий пішак · c4 білий пішак · f4 чорна тура · h4 чорний пішак · a3 білий пішак · e3 чорний слон · f3 чорний пішак · h3 білий слон · b2 білий ферзь · f2 білий пішак · e1 біла тура | b8 біла тура · c8 білий король · c7 білий слон · e7 чорний пішак · h7 білий кінь · a6 чорний пішак · e6 чорний король · g6 білий пішак · a5 чорна тура · b5 чорний пішак · e5 білий кінь · f5 чорний ферзь · h5 чорний слон · a4 чорний пішак · b4 білий пішак · c4 білий пішак · f4 чорна тура · h4 чорний пішак · a3 білий пішак · e3 чорний слон · f3 чорний пішак · h3 білий слон · b2 білий ферзь · f2 білий пішак · e1 біла тура | b8 біла тура · c8 білий король · c7 білий слон · e7 чорний пішак · h7 білий кінь · a6 чорний пішак · e6 чорний король · g6 білий пішак · a5 чорна тура · b5 чорний пішак · e5 білий кінь · f5 чорний ферзь · h5 чорний слон · a4 чорний пішак · b4 білий пішак · c4 білий пішак · f4 чорна тура · h4 чорний пішак · a3 білий пішак · e3 чорний слон · f3 чорний пішак · h3 білий слон · b2 білий ферзь · f2 білий пішак · e1 біла тура | b8 біла тура · c8 білий король · c7 білий слон · e7 чорний пішак · h7 білий кінь · a6 чорний пішак · e6 чорний король · g6 білий пішак · a5 чорна тура · b5 чорний пішак · e5 білий кінь · f5 чорний ферзь · h5 чорний слон · a4 чорний пішак · b4 білий пішак · c4 білий пішак · f4 чорна тура · h4 чорний пішак · a3 білий пішак · e3 чорний слон · f3 чорний пішак · h3 білий слон · b2 білий ферзь · f2 білий пішак · e1 біла тура | b8 біла тура · c8 білий король · c7 білий слон · e7 чорний пішак · h7 білий кінь · a6 чорний пішак · e6 чорний король · g6 білий пішак · a5 чорна тура · b5 чорний пішак · e5 білий кінь · f5 чорний ферзь · h5 чорний слон · a4 чорний пішак · b4 білий пішак · c4 білий пішак · f4 чорна тура · h4 чорний пішак · a3 білий пішак · e3 чорний слон · f3 чорний пішак · h3 білий слон · b2 білий ферзь · f2 білий пішак · e1 біла тура | b8 біла тура · c8 білий король · c7 білий слон · e7 чорний пішак · h7 білий кінь · a6 чорний пішак · e6 чорний король · g6 білий пішак · a5 чорна тура · b5 чорний пішак · e5 білий кінь · f5 чорний ферзь · h5 чорний слон · a4 чорний пішак · b4 білий пішак · c4 білий пішак · f4 чорна тура · h4 чорний пішак · a3 білий пішак · e3 чорний слон · f3 чорний пішак · h3 білий слон · b2 білий ферзь · f2 білий пішак · e1 біла тура | b8 біла тура · c8 білий король · c7 білий слон · e7 чорний пішак · h7 білий кінь · a6 чорний пішак · e6 чорний король · g6 білий пішак · a5 чорна тура · b5 чорний пішак · e5 білий кінь · f5 чорний ферзь · h5 чорний слон · a4 чорний пішак · b4 білий пішак · c4 білий пішак · f4 чорна тура · h4 чорний пішак · a3 білий пішак · e3 чорний слон · f3 чорний пішак · h3 білий слон · b2 білий ферзь · f2 білий пішак · e1 біла тура | b8 біла тура · c8 білий король · c7 білий слон · e7 чорний пішак · h7 білий кінь · a6 чорний пішак · e6 чорний король · g6 білий пішак · a5 чорна тура · b5 чорний пішак · e5 білий кінь · f5 чорний ферзь · h5 чорний слон · a4 чорний пішак · b4 білий пішак · c4 білий пішак · f4 чорна тура · h4 чорний пішак · a3 білий пішак · e3 чорний слон · f3 чорний пішак · h3 білий слон · b2 білий ферзь · f2 білий пішак · e1 біла тура | 8 |
| 7 | b8 біла тура · c8 білий король · c7 білий слон · e7 чорний пішак · h7 білий кінь · a6 чорний пішак · e6 чорний король · g6 білий пішак · a5 чорна тура · b5 чорний пішак · e5 білий кінь · f5 чорний ферзь · h5 чорний слон · a4 чорний пішак · b4 білий пішак · c4 білий пішак · f4 чорна тура · h4 чорний пішак · a3 білий пішак · e3 чорний слон · f3 чорний пішак · h3 білий слон · b2 білий ферзь · f2 білий пішак · e1 біла тура | b8 біла тура · c8 білий король · c7 білий слон · e7 чорний пішак · h7 білий кінь · a6 чорний пішак · e6 чорний король · g6 білий пішак · a5 чорна тура · b5 чорний пішак · e5 білий кінь · f5 чорний ферзь · h5 чорний слон · a4 чорний пішак · b4 білий пішак · c4 білий пішак · f4 чорна тура · h4 чорний пішак · a3 білий пішак · e3 чорний слон · f3 чорний пішак · h3 білий слон · b2 білий ферзь · f2 білий пішак · e1 біла тура | b8 біла тура · c8 білий король · c7 білий слон · e7 чорний пішак · h7 білий кінь · a6 чорний пішак · e6 чорний король · g6 білий пішак · a5 чорна тура · b5 чорний пішак · e5 білий кінь · f5 чорний ферзь · h5 чорний слон · a4 чорний пішак · b4 білий пішак · c4 білий пішак · f4 чорна тура · h4 чорний пішак · a3 білий пішак · e3 чорний слон · f3 чорний пішак · h3 білий слон · b2 білий ферзь · f2 білий пішак · e1 біла тура | b8 біла тура · c8 білий король · c7 білий слон · e7 чорний пішак · h7 білий кінь · a6 чорний пішак · e6 чорний король · g6 білий пішак · a5 чорна тура · b5 чорний пішак · e5 білий кінь · f5 чорний ферзь · h5 чорний слон · a4 чорний пішак · b4 білий пішак · c4 білий пішак · f4 чорна тура · h4 чорний пішак · a3 білий пішак · e3 чорний слон · f3 чорний пішак · h3 білий слон · b2 білий ферзь · f2 білий пішак · e1 біла тура | b8 біла тура · c8 білий король · c7 білий слон · e7 чорний пішак · h7 білий кінь · a6 чорний пішак · e6 чорний король · g6 білий пішак · a5 чорна тура · b5 чорний пішак · e5 білий кінь · f5 чорний ферзь · h5 чорний слон · a4 чорний пішак · b4 білий пішак · c4 білий пішак · f4 чорна тура · h4 чорний пішак · a3 білий пішак · e3 чорний слон · f3 чорний пішак · h3 білий слон · b2 білий ферзь · f2 білий пішак · e1 біла тура | b8 біла тура · c8 білий король · c7 білий слон · e7 чорний пішак · h7 білий кінь · a6 чорний пішак · e6 чорний король · g6 білий пішак · a5 чорна тура · b5 чорний пішак · e5 білий кінь · f5 чорний ферзь · h5 чорний слон · a4 чорний пішак · b4 білий пішак · c4 білий пішак · f4 чорна тура · h4 чорний пішак · a3 білий пішак · e3 чорний слон · f3 чорний пішак · h3 білий слон · b2 білий ферзь · f2 білий пішак · e1 біла тура | b8 біла тура · c8 білий король · c7 білий слон · e7 чорний пішак · h7 білий кінь · a6 чорний пішак · e6 чорний король · g6 білий пішак · a5 чорна тура · b5 чорний пішак · e5 білий кінь · f5 чорний ферзь · h5 чорний слон · a4 чорний пішак · b4 білий пішак · c4 білий пішак · f4 чорна тура · h4 чорний пішак · a3 білий пішак · e3 чорний слон · f3 чорний пішак · h3 білий слон · b2 білий ферзь · f2 білий пішак · e1 біла тура | b8 біла тура · c8 білий король · c7 білий слон · e7 чорний пішак · h7 білий кінь · a6 чорний пішак · e6 чорний король · g6 білий пішак · a5 чорна тура · b5 чорний пішак · e5 білий кінь · f5 чорний ферзь · h5 чорний слон · a4 чорний пішак · b4 білий пішак · c4 білий пішак · f4 чорна тура · h4 чорний пішак · a3 білий пішак · e3 чорний слон · f3 чорний пішак · h3 білий слон · b2 білий ферзь · f2 білий пішак · e1 біла тура | 7 |
| 6 | b8 біла тура · c8 білий король · c7 білий слон · e7 чорний пішак · h7 білий кінь · a6 чорний пішак · e6 чорний король · g6 білий пішак · a5 чорна тура · b5 чорний пішак · e5 білий кінь · f5 чорний ферзь · h5 чорний слон · a4 чорний пішак · b4 білий пішак · c4 білий пішак · f4 чорна тура · h4 чорний пішак · a3 білий пішак · e3 чорний слон · f3 чорний пішак · h3 білий слон · b2 білий ферзь · f2 білий пішак · e1 біла тура | b8 біла тура · c8 білий король · c7 білий слон · e7 чорний пішак · h7 білий кінь · a6 чорний пішак · e6 чорний король · g6 білий пішак · a5 чорна тура · b5 чорний пішак · e5 білий кінь · f5 чорний ферзь · h5 чорний слон · a4 чорний пішак · b4 білий пішак · c4 білий пішак · f4 чорна тура · h4 чорний пішак · a3 білий пішак · e3 чорний слон · f3 чорний пішак · h3 білий слон · b2 білий ферзь · f2 білий пішак · e1 біла тура | b8 біла тура · c8 білий король · c7 білий слон · e7 чорний пішак · h7 білий кінь · a6 чорний пішак · e6 чорний король · g6 білий пішак · a5 чорна тура · b5 чорний пішак · e5 білий кінь · f5 чорний ферзь · h5 чорний слон · a4 чорний пішак · b4 білий пішак · c4 білий пішак · f4 чорна тура · h4 чорний пішак · a3 білий пішак · e3 чорний слон · f3 чорний пішак · h3 білий слон · b2 білий ферзь · f2 білий пішак · e1 біла тура | b8 біла тура · c8 білий король · c7 білий слон · e7 чорний пішак · h7 білий кінь · a6 чорний пішак · e6 чорний король · g6 білий пішак · a5 чорна тура · b5 чорний пішак · e5 білий кінь · f5 чорний ферзь · h5 чорний слон · a4 чорний пішак · b4 білий пішак · c4 білий пішак · f4 чорна тура · h4 чорний пішак · a3 білий пішак · e3 чорний слон · f3 чорний пішак · h3 білий слон · b2 білий ферзь · f2 білий пішак · e1 біла тура | b8 біла тура · c8 білий король · c7 білий слон · e7 чорний пішак · h7 білий кінь · a6 чорний пішак · e6 чорний король · g6 білий пішак · a5 чорна тура · b5 чорний пішак · e5 білий кінь · f5 чорний ферзь · h5 чорний слон · a4 чорний пішак · b4 білий пішак · c4 білий пішак · f4 чорна тура · h4 чорний пішак · a3 білий пішак · e3 чорний слон · f3 чорний пішак · h3 білий слон · b2 білий ферзь · f2 білий пішак · e1 біла тура | b8 біла тура · c8 білий король · c7 білий слон · e7 чорний пішак · h7 білий кінь · a6 чорний пішак · e6 чорний король · g6 білий пішак · a5 чорна тура · b5 чорний пішак · e5 білий кінь · f5 чорний ферзь · h5 чорний слон · a4 чорний пішак · b4 білий пішак · c4 білий пішак · f4 чорна тура · h4 чорний пішак · a3 білий пішак · e3 чорний слон · f3 чорний пішак · h3 білий слон · b2 білий ферзь · f2 білий пішак · e1 біла тура | b8 біла тура · c8 білий король · c7 білий слон · e7 чорний пішак · h7 білий кінь · a6 чорний пішак · e6 чорний король · g6 білий пішак · a5 чорна тура · b5 чорний пішак · e5 білий кінь · f5 чорний ферзь · h5 чорний слон · a4 чорний пішак · b4 білий пішак · c4 білий пішак · f4 чорна тура · h4 чорний пішак · a3 білий пішак · e3 чорний слон · f3 чорний пішак · h3 білий слон · b2 білий ферзь · f2 білий пішак · e1 біла тура | b8 біла тура · c8 білий король · c7 білий слон · e7 чорний пішак · h7 білий кінь · a6 чорний пішак · e6 чорний король · g6 білий пішак · a5 чорна тура · b5 чорний пішак · e5 білий кінь · f5 чорний ферзь · h5 чорний слон · a4 чорний пішак · b4 білий пішак · c4 білий пішак · f4 чорна тура · h4 чорний пішак · a3 білий пішак · e3 чорний слон · f3 чорний пішак · h3 білий слон · b2 білий ферзь · f2 білий пішак · e1 біла тура | 6 |
| 5 | b8 біла тура · c8 білий король · c7 білий слон · e7 чорний пішак · h7 білий кінь · a6 чорний пішак · e6 чорний король · g6 білий пішак · a5 чорна тура · b5 чорний пішак · e5 білий кінь · f5 чорний ферзь · h5 чорний слон · a4 чорний пішак · b4 білий пішак · c4 білий пішак · f4 чорна тура · h4 чорний пішак · a3 білий пішак · e3 чорний слон · f3 чорний пішак · h3 білий слон · b2 білий ферзь · f2 білий пішак · e1 біла тура | b8 біла тура · c8 білий король · c7 білий слон · e7 чорний пішак · h7 білий кінь · a6 чорний пішак · e6 чорний король · g6 білий пішак · a5 чорна тура · b5 чорний пішак · e5 білий кінь · f5 чорний ферзь · h5 чорний слон · a4 чорний пішак · b4 білий пішак · c4 білий пішак · f4 чорна тура · h4 чорний пішак · a3 білий пішак · e3 чорний слон · f3 чорний пішак · h3 білий слон · b2 білий ферзь · f2 білий пішак · e1 біла тура | b8 біла тура · c8 білий король · c7 білий слон · e7 чорний пішак · h7 білий кінь · a6 чорний пішак · e6 чорний король · g6 білий пішак · a5 чорна тура · b5 чорний пішак · e5 білий кінь · f5 чорний ферзь · h5 чорний слон · a4 чорний пішак · b4 білий пішак · c4 білий пішак · f4 чорна тура · h4 чорний пішак · a3 білий пішак · e3 чорний слон · f3 чорний пішак · h3 білий слон · b2 білий ферзь · f2 білий пішак · e1 біла тура | b8 біла тура · c8 білий король · c7 білий слон · e7 чорний пішак · h7 білий кінь · a6 чорний пішак · e6 чорний король · g6 білий пішак · a5 чорна тура · b5 чорний пішак · e5 білий кінь · f5 чорний ферзь · h5 чорний слон · a4 чорний пішак · b4 білий пішак · c4 білий пішак · f4 чорна тура · h4 чорний пішак · a3 білий пішак · e3 чорний слон · f3 чорний пішак · h3 білий слон · b2 білий ферзь · f2 білий пішак · e1 біла тура | b8 біла тура · c8 білий король · c7 білий слон · e7 чорний пішак · h7 білий кінь · a6 чорний пішак · e6 чорний король · g6 білий пішак · a5 чорна тура · b5 чорний пішак · e5 білий кінь · f5 чорний ферзь · h5 чорний слон · a4 чорний пішак · b4 білий пішак · c4 білий пішак · f4 чорна тура · h4 чорний пішак · a3 білий пішак · e3 чорний слон · f3 чорний пішак · h3 білий слон · b2 білий ферзь · f2 білий пішак · e1 біла тура | b8 біла тура · c8 білий король · c7 білий слон · e7 чорний пішак · h7 білий кінь · a6 чорний пішак · e6 чорний король · g6 білий пішак · a5 чорна тура · b5 чорний пішак · e5 білий кінь · f5 чорний ферзь · h5 чорний слон · a4 чорний пішак · b4 білий пішак · c4 білий пішак · f4 чорна тура · h4 чорний пішак · a3 білий пішак · e3 чорний слон · f3 чорний пішак · h3 білий слон · b2 білий ферзь · f2 білий пішак · e1 біла тура | b8 біла тура · c8 білий король · c7 білий слон · e7 чорний пішак · h7 білий кінь · a6 чорний пішак · e6 чорний король · g6 білий пішак · a5 чорна тура · b5 чорний пішак · e5 білий кінь · f5 чорний ферзь · h5 чорний слон · a4 чорний пішак · b4 білий пішак · c4 білий пішак · f4 чорна тура · h4 чорний пішак · a3 білий пішак · e3 чорний слон · f3 чорний пішак · h3 білий слон · b2 білий ферзь · f2 білий пішак · e1 біла тура | b8 біла тура · c8 білий король · c7 білий слон · e7 чорний пішак · h7 білий кінь · a6 чорний пішак · e6 чорний король · g6 білий пішак · a5 чорна тура · b5 чорний пішак · e5 білий кінь · f5 чорний ферзь · h5 чорний слон · a4 чорний пішак · b4 білий пішак · c4 білий пішак · f4 чорна тура · h4 чорний пішак · a3 білий пішак · e3 чорний слон · f3 чорний пішак · h3 білий слон · b2 білий ферзь · f2 білий пішак · e1 біла тура | 5 |
| 4 | b8 біла тура · c8 білий король · c7 білий слон · e7 чорний пішак · h7 білий кінь · a6 чорний пішак · e6 чорний король · g6 білий пішак · a5 чорна тура · b5 чорний пішак · e5 білий кінь · f5 чорний ферзь · h5 чорний слон · a4 чорний пішак · b4 білий пішак · c4 білий пішак · f4 чорна тура · h4 чорний пішак · a3 білий пішак · e3 чорний слон · f3 чорний пішак · h3 білий слон · b2 білий ферзь · f2 білий пішак · e1 біла тура | b8 біла тура · c8 білий король · c7 білий слон · e7 чорний пішак · h7 білий кінь · a6 чорний пішак · e6 чорний король · g6 білий пішак · a5 чорна тура · b5 чорний пішак · e5 білий кінь · f5 чорний ферзь · h5 чорний слон · a4 чорний пішак · b4 білий пішак · c4 білий пішак · f4 чорна тура · h4 чорний пішак · a3 білий пішак · e3 чорний слон · f3 чорний пішак · h3 білий слон · b2 білий ферзь · f2 білий пішак · e1 біла тура | b8 біла тура · c8 білий король · c7 білий слон · e7 чорний пішак · h7 білий кінь · a6 чорний пішак · e6 чорний король · g6 білий пішак · a5 чорна тура · b5 чорний пішак · e5 білий кінь · f5 чорний ферзь · h5 чорний слон · a4 чорний пішак · b4 білий пішак · c4 білий пішак · f4 чорна тура · h4 чорний пішак · a3 білий пішак · e3 чорний слон · f3 чорний пішак · h3 білий слон · b2 білий ферзь · f2 білий пішак · e1 біла тура | b8 біла тура · c8 білий король · c7 білий слон · e7 чорний пішак · h7 білий кінь · a6 чорний пішак · e6 чорний король · g6 білий пішак · a5 чорна тура · b5 чорний пішак · e5 білий кінь · f5 чорний ферзь · h5 чорний слон · a4 чорний пішак · b4 білий пішак · c4 білий пішак · f4 чорна тура · h4 чорний пішак · a3 білий пішак · e3 чорний слон · f3 чорний пішак · h3 білий слон · b2 білий ферзь · f2 білий пішак · e1 біла тура | b8 біла тура · c8 білий король · c7 білий слон · e7 чорний пішак · h7 білий кінь · a6 чорний пішак · e6 чорний король · g6 білий пішак · a5 чорна тура · b5 чорний пішак · e5 білий кінь · f5 чорний ферзь · h5 чорний слон · a4 чорний пішак · b4 білий пішак · c4 білий пішак · f4 чорна тура · h4 чорний пішак · a3 білий пішак · e3 чорний слон · f3 чорний пішак · h3 білий слон · b2 білий ферзь · f2 білий пішак · e1 біла тура | b8 біла тура · c8 білий король · c7 білий слон · e7 чорний пішак · h7 білий кінь · a6 чорний пішак · e6 чорний король · g6 білий пішак · a5 чорна тура · b5 чорний пішак · e5 білий кінь · f5 чорний ферзь · h5 чорний слон · a4 чорний пішак · b4 білий пішак · c4 білий пішак · f4 чорна тура · h4 чорний пішак · a3 білий пішак · e3 чорний слон · f3 чорний пішак · h3 білий слон · b2 білий ферзь · f2 білий пішак · e1 біла тура | b8 біла тура · c8 білий король · c7 білий слон · e7 чорний пішак · h7 білий кінь · a6 чорний пішак · e6 чорний король · g6 білий пішак · a5 чорна тура · b5 чорний пішак · e5 білий кінь · f5 чорний ферзь · h5 чорний слон · a4 чорний пішак · b4 білий пішак · c4 білий пішак · f4 чорна тура · h4 чорний пішак · a3 білий пішак · e3 чорний слон · f3 чорний пішак · h3 білий слон · b2 білий ферзь · f2 білий пішак · e1 біла тура | b8 біла тура · c8 білий король · c7 білий слон · e7 чорний пішак · h7 білий кінь · a6 чорний пішак · e6 чорний король · g6 білий пішак · a5 чорна тура · b5 чорний пішак · e5 білий кінь · f5 чорний ферзь · h5 чорний слон · a4 чорний пішак · b4 білий пішак · c4 білий пішак · f4 чорна тура · h4 чорний пішак · a3 білий пішак · e3 чорний слон · f3 чорний пішак · h3 білий слон · b2 білий ферзь · f2 білий пішак · e1 біла тура | 4 |
| 3 | b8 біла тура · c8 білий король · c7 білий слон · e7 чорний пішак · h7 білий кінь · a6 чорний пішак · e6 чорний король · g6 білий пішак · a5 чорна тура · b5 чорний пішак · e5 білий кінь · f5 чорний ферзь · h5 чорний слон · a4 чорний пішак · b4 білий пішак · c4 білий пішак · f4 чорна тура · h4 чорний пішак · a3 білий пішак · e3 чорний слон · f3 чорний пішак · h3 білий слон · b2 білий ферзь · f2 білий пішак · e1 біла тура | b8 біла тура · c8 білий король · c7 білий слон · e7 чорний пішак · h7 білий кінь · a6 чорний пішак · e6 чорний король · g6 білий пішак · a5 чорна тура · b5 чорний пішак · e5 білий кінь · f5 чорний ферзь · h5 чорний слон · a4 чорний пішак · b4 білий пішак · c4 білий пішак · f4 чорна тура · h4 чорний пішак · a3 білий пішак · e3 чорний слон · f3 чорний пішак · h3 білий слон · b2 білий ферзь · f2 білий пішак · e1 біла тура | b8 біла тура · c8 білий король · c7 білий слон · e7 чорний пішак · h7 білий кінь · a6 чорний пішак · e6 чорний король · g6 білий пішак · a5 чорна тура · b5 чорний пішак · e5 білий кінь · f5 чорний ферзь · h5 чорний слон · a4 чорний пішак · b4 білий пішак · c4 білий пішак · f4 чорна тура · h4 чорний пішак · a3 білий пішак · e3 чорний слон · f3 чорний пішак · h3 білий слон · b2 білий ферзь · f2 білий пішак · e1 біла тура | b8 біла тура · c8 білий король · c7 білий слон · e7 чорний пішак · h7 білий кінь · a6 чорний пішак · e6 чорний король · g6 білий пішак · a5 чорна тура · b5 чорний пішак · e5 білий кінь · f5 чорний ферзь · h5 чорний слон · a4 чорний пішак · b4 білий пішак · c4 білий пішак · f4 чорна тура · h4 чорний пішак · a3 білий пішак · e3 чорний слон · f3 чорний пішак · h3 білий слон · b2 білий ферзь · f2 білий пішак · e1 біла тура | b8 біла тура · c8 білий король · c7 білий слон · e7 чорний пішак · h7 білий кінь · a6 чорний пішак · e6 чорний король · g6 білий пішак · a5 чорна тура · b5 чорний пішак · e5 білий кінь · f5 чорний ферзь · h5 чорний слон · a4 чорний пішак · b4 білий пішак · c4 білий пішак · f4 чорна тура · h4 чорний пішак · a3 білий пішак · e3 чорний слон · f3 чорний пішак · h3 білий слон · b2 білий ферзь · f2 білий пішак · e1 біла тура | b8 біла тура · c8 білий король · c7 білий слон · e7 чорний пішак · h7 білий кінь · a6 чорний пішак · e6 чорний король · g6 білий пішак · a5 чорна тура · b5 чорний пішак · e5 білий кінь · f5 чорний ферзь · h5 чорний слон · a4 чорний пішак · b4 білий пішак · c4 білий пішак · f4 чорна тура · h4 чорний пішак · a3 білий пішак · e3 чорний слон · f3 чорний пішак · h3 білий слон · b2 білий ферзь · f2 білий пішак · e1 біла тура | b8 біла тура · c8 білий король · c7 білий слон · e7 чорний пішак · h7 білий кінь · a6 чорний пішак · e6 чорний король · g6 білий пішак · a5 чорна тура · b5 чорний пішак · e5 білий кінь · f5 чорний ферзь · h5 чорний слон · a4 чорний пішак · b4 білий пішак · c4 білий пішак · f4 чорна тура · h4 чорний пішак · a3 білий пішак · e3 чорний слон · f3 чорний пішак · h3 білий слон · b2 білий ферзь · f2 білий пішак · e1 біла тура | b8 біла тура · c8 білий король · c7 білий слон · e7 чорний пішак · h7 білий кінь · a6 чорний пішак · e6 чорний король · g6 білий пішак · a5 чорна тура · b5 чорний пішак · e5 білий кінь · f5 чорний ферзь · h5 чорний слон · a4 чорний пішак · b4 білий пішак · c4 білий пішак · f4 чорна тура · h4 чорний пішак · a3 білий пішак · e3 чорний слон · f3 чорний пішак · h3 білий слон · b2 білий ферзь · f2 білий пішак · e1 біла тура | 3 |
| 2 | b8 біла тура · c8 білий король · c7 білий слон · e7 чорний пішак · h7 білий кінь · a6 чорний пішак · e6 чорний король · g6 білий пішак · a5 чорна тура · b5 чорний пішак · e5 білий кінь · f5 чорний ферзь · h5 чорний слон · a4 чорний пішак · b4 білий пішак · c4 білий пішак · f4 чорна тура · h4 чорний пішак · a3 білий пішак · e3 чорний слон · f3 чорний пішак · h3 білий слон · b2 білий ферзь · f2 білий пішак · e1 біла тура | b8 біла тура · c8 білий король · c7 білий слон · e7 чорний пішак · h7 білий кінь · a6 чорний пішак · e6 чорний король · g6 білий пішак · a5 чорна тура · b5 чорний пішак · e5 білий кінь · f5 чорний ферзь · h5 чорний слон · a4 чорний пішак · b4 білий пішак · c4 білий пішак · f4 чорна тура · h4 чорний пішак · a3 білий пішак · e3 чорний слон · f3 чорний пішак · h3 білий слон · b2 білий ферзь · f2 білий пішак · e1 біла тура | b8 біла тура · c8 білий король · c7 білий слон · e7 чорний пішак · h7 білий кінь · a6 чорний пішак · e6 чорний король · g6 білий пішак · a5 чорна тура · b5 чорний пішак · e5 білий кінь · f5 чорний ферзь · h5 чорний слон · a4 чорний пішак · b4 білий пішак · c4 білий пішак · f4 чорна тура · h4 чорний пішак · a3 білий пішак · e3 чорний слон · f3 чорний пішак · h3 білий слон · b2 білий ферзь · f2 білий пішак · e1 біла тура | b8 біла тура · c8 білий король · c7 білий слон · e7 чорний пішак · h7 білий кінь · a6 чорний пішак · e6 чорний король · g6 білий пішак · a5 чорна тура · b5 чорний пішак · e5 білий кінь · f5 чорний ферзь · h5 чорний слон · a4 чорний пішак · b4 білий пішак · c4 білий пішак · f4 чорна тура · h4 чорний пішак · a3 білий пішак · e3 чорний слон · f3 чорний пішак · h3 білий слон · b2 білий ферзь · f2 білий пішак · e1 біла тура | b8 біла тура · c8 білий король · c7 білий слон · e7 чорний пішак · h7 білий кінь · a6 чорний пішак · e6 чорний король · g6 білий пішак · a5 чорна тура · b5 чорний пішак · e5 білий кінь · f5 чорний ферзь · h5 чорний слон · a4 чорний пішак · b4 білий пішак · c4 білий пішак · f4 чорна тура · h4 чорний пішак · a3 білий пішак · e3 чорний слон · f3 чорний пішак · h3 білий слон · b2 білий ферзь · f2 білий пішак · e1 біла тура | b8 біла тура · c8 білий король · c7 білий слон · e7 чорний пішак · h7 білий кінь · a6 чорний пішак · e6 чорний король · g6 білий пішак · a5 чорна тура · b5 чорний пішак · e5 білий кінь · f5 чорний ферзь · h5 чорний слон · a4 чорний пішак · b4 білий пішак · c4 білий пішак · f4 чорна тура · h4 чорний пішак · a3 білий пішак · e3 чорний слон · f3 чорний пішак · h3 білий слон · b2 білий ферзь · f2 білий пішак · e1 біла тура | b8 біла тура · c8 білий король · c7 білий слон · e7 чорний пішак · h7 білий кінь · a6 чорний пішак · e6 чорний король · g6 білий пішак · a5 чорна тура · b5 чорний пішак · e5 білий кінь · f5 чорний ферзь · h5 чорний слон · a4 чорний пішак · b4 білий пішак · c4 білий пішак · f4 чорна тура · h4 чорний пішак · a3 білий пішак · e3 чорний слон · f3 чорний пішак · h3 білий слон · b2 білий ферзь · f2 білий пішак · e1 біла тура | b8 біла тура · c8 білий король · c7 білий слон · e7 чорний пішак · h7 білий кінь · a6 чорний пішак · e6 чорний король · g6 білий пішак · a5 чорна тура · b5 чорний пішак · e5 білий кінь · f5 чорний ферзь · h5 чорний слон · a4 чорний пішак · b4 білий пішак · c4 білий пішак · f4 чорна тура · h4 чорний пішак · a3 білий пішак · e3 чорний слон · f3 чорний пішак · h3 білий слон · b2 білий ферзь · f2 білий пішак · e1 біла тура | 2 |
| 1 | b8 біла тура · c8 білий король · c7 білий слон · e7 чорний пішак · h7 білий кінь · a6 чорний пішак · e6 чорний король · g6 білий пішак · a5 чорна тура · b5 чорний пішак · e5 білий кінь · f5 чорний ферзь · h5 чорний слон · a4 чорний пішак · b4 білий пішак · c4 білий пішак · f4 чорна тура · h4 чорний пішак · a3 білий пішак · e3 чорний слон · f3 чорний пішак · h3 білий слон · b2 білий ферзь · f2 білий пішак · e1 біла тура | b8 біла тура · c8 білий король · c7 білий слон · e7 чорний пішак · h7 білий кінь · a6 чорний пішак · e6 чорний король · g6 білий пішак · a5 чорна тура · b5 чорний пішак · e5 білий кінь · f5 чорний ферзь · h5 чорний слон · a4 чорний пішак · b4 білий пішак · c4 білий пішак · f4 чорна тура · h4 чорний пішак · a3 білий пішак · e3 чорний слон · f3 чорний пішак · h3 білий слон · b2 білий ферзь · f2 білий пішак · e1 біла тура | b8 біла тура · c8 білий король · c7 білий слон · e7 чорний пішак · h7 білий кінь · a6 чорний пішак · e6 чорний король · g6 білий пішак · a5 чорна тура · b5 чорний пішак · e5 білий кінь · f5 чорний ферзь · h5 чорний слон · a4 чорний пішак · b4 білий пішак · c4 білий пішак · f4 чорна тура · h4 чорний пішак · a3 білий пішак · e3 чорний слон · f3 чорний пішак · h3 білий слон · b2 білий ферзь · f2 білий пішак · e1 біла тура | b8 біла тура · c8 білий король · c7 білий слон · e7 чорний пішак · h7 білий кінь · a6 чорний пішак · e6 чорний король · g6 білий пішак · a5 чорна тура · b5 чорний пішак · e5 білий кінь · f5 чорний ферзь · h5 чорний слон · a4 чорний пішак · b4 білий пішак · c4 білий пішак · f4 чорна тура · h4 чорний пішак · a3 білий пішак · e3 чорний слон · f3 чорний пішак · h3 білий слон · b2 білий ферзь · f2 білий пішак · e1 біла тура | b8 біла тура · c8 білий король · c7 білий слон · e7 чорний пішак · h7 білий кінь · a6 чорний пішак · e6 чорний король · g6 білий пішак · a5 чорна тура · b5 чорний пішак · e5 білий кінь · f5 чорний ферзь · h5 чорний слон · a4 чорний пішак · b4 білий пішак · c4 білий пішак · f4 чорна тура · h4 чорний пішак · a3 білий пішак · e3 чорний слон · f3 чорний пішак · h3 білий слон · b2 білий ферзь · f2 білий пішак · e1 біла тура | b8 біла тура · c8 білий король · c7 білий слон · e7 чорний пішак · h7 білий кінь · a6 чорний пішак · e6 чорний король · g6 білий пішак · a5 чорна тура · b5 чорний пішак · e5 білий кінь · f5 чорний ферзь · h5 чорний слон · a4 чорний пішак · b4 білий пішак · c4 білий пішак · f4 чорна тура · h4 чорний пішак · a3 білий пішак · e3 чорний слон · f3 чорний пішак · h3 білий слон · b2 білий ферзь · f2 білий пішак · e1 біла тура | b8 біла тура · c8 білий король · c7 білий слон · e7 чорний пішак · h7 білий кінь · a6 чорний пішак · e6 чорний король · g6 білий пішак · a5 чорна тура · b5 чорний пішак · e5 білий кінь · f5 чорний ферзь · h5 чорний слон · a4 чорний пішак · b4 білий пішак · c4 білий пішак · f4 чорна тура · h4 чорний пішак · a3 білий пішак · e3 чорний слон · f3 чорний пішак · h3 білий слон · b2 білий ферзь · f2 білий пішак · e1 біла тура | b8 біла тура · c8 білий король · c7 білий слон · e7 чорний пішак · h7 білий кінь · a6 чорний пішак · e6 чорний король · g6 білий пішак · a5 чорна тура · b5 чорний пішак · e5 білий кінь · f5 чорний ферзь · h5 чорний слон · a4 чорний пішак · b4 білий пішак · c4 білий пішак · f4 чорна тура · h4 чорний пішак · a3 білий пішак · e3 чорний слон · f3 чорний пішак · h3 білий слон · b2 білий ферзь · f2 білий пішак · e1 біла тура | 1 |
|   | a | b | c | d | e | f | g | h |   |

1. Sd3! ~ 2. De5, Tb6. Sf8, Sc5, Sg5, Sf4#
1. … T: c4, D: h3 2. De5#
1. … Тg4, Lg4 2. Tb6#
1. … Te4 2. Sf8#
1. … Td4 2. Sc5#
1. … Lg6 2. Sg5#
1. … bc   2.  Sf4#
Тема виражена в 6 — ти варіантах.

## Тема в мініатюрі
|   | a | b | c | d | e | f | g | h |   |
| 8 | f5 біла тура · c3 білий король · d3 білий пішак · e3 чорний король · f3 білий слон · h3 чорний слон · f1 біла тура | f5 біла тура · c3 білий король · d3 білий пішак · e3 чорний король · f3 білий слон · h3 чорний слон · f1 біла тура | f5 біла тура · c3 білий король · d3 білий пішак · e3 чорний король · f3 білий слон · h3 чорний слон · f1 біла тура | f5 біла тура · c3 білий король · d3 білий пішак · e3 чорний король · f3 білий слон · h3 чорний слон · f1 біла тура | f5 біла тура · c3 білий король · d3 білий пішак · e3 чорний король · f3 білий слон · h3 чорний слон · f1 біла тура | f5 біла тура · c3 білий король · d3 білий пішак · e3 чорний король · f3 білий слон · h3 чорний слон · f1 біла тура | f5 біла тура · c3 білий король · d3 білий пішак · e3 чорний король · f3 білий слон · h3 чорний слон · f1 біла тура | f5 біла тура · c3 білий король · d3 білий пішак · e3 чорний король · f3 білий слон · h3 чорний слон · f1 біла тура | 8 |
| 7 | f5 біла тура · c3 білий король · d3 білий пішак · e3 чорний король · f3 білий слон · h3 чорний слон · f1 біла тура | f5 біла тура · c3 білий король · d3 білий пішак · e3 чорний король · f3 білий слон · h3 чорний слон · f1 біла тура | f5 біла тура · c3 білий король · d3 білий пішак · e3 чорний король · f3 білий слон · h3 чорний слон · f1 біла тура | f5 біла тура · c3 білий король · d3 білий пішак · e3 чорний король · f3 білий слон · h3 чорний слон · f1 біла тура | f5 біла тура · c3 білий король · d3 білий пішак · e3 чорний король · f3 білий слон · h3 чорний слон · f1 біла тура | f5 біла тура · c3 білий король · d3 білий пішак · e3 чорний король · f3 білий слон · h3 чорний слон · f1 біла тура | f5 біла тура · c3 білий король · d3 білий пішак · e3 чорний король · f3 білий слон · h3 чорний слон · f1 біла тура | f5 біла тура · c3 білий король · d3 білий пішак · e3 чорний король · f3 білий слон · h3 чорний слон · f1 біла тура | 7 |
| 6 | f5 біла тура · c3 білий король · d3 білий пішак · e3 чорний король · f3 білий слон · h3 чорний слон · f1 біла тура | f5 біла тура · c3 білий король · d3 білий пішак · e3 чорний король · f3 білий слон · h3 чорний слон · f1 біла тура | f5 біла тура · c3 білий король · d3 білий пішак · e3 чорний король · f3 білий слон · h3 чорний слон · f1 біла тура | f5 біла тура · c3 білий король · d3 білий пішак · e3 чорний король · f3 білий слон · h3 чорний слон · f1 біла тура | f5 біла тура · c3 білий король · d3 білий пішак · e3 чорний король · f3 білий слон · h3 чорний слон · f1 біла тура | f5 біла тура · c3 білий король · d3 білий пішак · e3 чорний король · f3 білий слон · h3 чорний слон · f1 біла тура | f5 біла тура · c3 білий король · d3 білий пішак · e3 чорний король · f3 білий слон · h3 чорний слон · f1 біла тура | f5 біла тура · c3 білий король · d3 білий пішак · e3 чорний король · f3 білий слон · h3 чорний слон · f1 біла тура | 6 |
| 5 | f5 біла тура · c3 білий король · d3 білий пішак · e3 чорний король · f3 білий слон · h3 чорний слон · f1 біла тура | f5 біла тура · c3 білий король · d3 білий пішак · e3 чорний король · f3 білий слон · h3 чорний слон · f1 біла тура | f5 біла тура · c3 білий король · d3 білий пішак · e3 чорний король · f3 білий слон · h3 чорний слон · f1 біла тура | f5 біла тура · c3 білий король · d3 білий пішак · e3 чорний король · f3 білий слон · h3 чорний слон · f1 біла тура | f5 біла тура · c3 білий король · d3 білий пішак · e3 чорний король · f3 білий слон · h3 чорний слон · f1 біла тура | f5 біла тура · c3 білий король · d3 білий пішак · e3 чорний король · f3 білий слон · h3 чорний слон · f1 біла тура | f5 біла тура · c3 білий король · d3 білий пішак · e3 чорний король · f3 білий слон · h3 чорний слон · f1 біла тура | f5 біла тура · c3 білий король · d3 білий пішак · e3 чорний король · f3 білий слон · h3 чорний слон · f1 біла тура | 5 |
| 4 | f5 біла тура · c3 білий король · d3 білий пішак · e3 чорний король · f3 білий слон · h3 чорний слон · f1 біла тура | f5 біла тура · c3 білий король · d3 білий пішак · e3 чорний король · f3 білий слон · h3 чорний слон · f1 біла тура | f5 біла тура · c3 білий король · d3 білий пішак · e3 чорний король · f3 білий слон · h3 чорний слон · f1 біла тура | f5 біла тура · c3 білий король · d3 білий пішак · e3 чорний король · f3 білий слон · h3 чорний слон · f1 біла тура | f5 біла тура · c3 білий король · d3 білий пішак · e3 чорний король · f3 білий слон · h3 чорний слон · f1 біла тура | f5 біла тура · c3 білий король · d3 білий пішак · e3 чорний король · f3 білий слон · h3 чорний слон · f1 біла тура | f5 біла тура · c3 білий король · d3 білий пішак · e3 чорний король · f3 білий слон · h3 чорний слон · f1 біла тура | f5 біла тура · c3 білий король · d3 білий пішак · e3 чорний король · f3 білий слон · h3 чорний слон · f1 біла тура | 4 |
| 3 | f5 біла тура · c3 білий король · d3 білий пішак · e3 чорний король · f3 білий слон · h3 чорний слон · f1 біла тура | f5 біла тура · c3 білий король · d3 білий пішак · e3 чорний король · f3 білий слон · h3 чорний слон · f1 біла тура | f5 біла тура · c3 білий король · d3 білий пішак · e3 чорний король · f3 білий слон · h3 чорний слон · f1 біла тура | f5 біла тура · c3 білий король · d3 білий пішак · e3 чорний король · f3 білий слон · h3 чорний слон · f1 біла тура | f5 біла тура · c3 білий король · d3 білий пішак · e3 чорний король · f3 білий слон · h3 чорний слон · f1 біла тура | f5 біла тура · c3 білий король · d3 білий пішак · e3 чорний король · f3 білий слон · h3 чорний слон · f1 біла тура | f5 біла тура · c3 білий король · d3 білий пішак · e3 чорний король · f3 білий слон · h3 чорний слон · f1 біла тура | f5 біла тура · c3 білий король · d3 білий пішак · e3 чорний король · f3 білий слон · h3 чорний слон · f1 біла тура | 3 |
| 2 | f5 біла тура · c3 білий король · d3 білий пішак · e3 чорний король · f3 білий слон · h3 чорний слон · f1 біла тура | f5 біла тура · c3 білий король · d3 білий пішак · e3 чорний король · f3 білий слон · h3 чорний слон · f1 біла тура | f5 біла тура · c3 білий король · d3 білий пішак · e3 чорний король · f3 білий слон · h3 чорний слон · f1 біла тура | f5 біла тура · c3 білий король · d3 білий пішак · e3 чорний король · f3 білий слон · h3 чорний слон · f1 біла тура | f5 біла тура · c3 білий король · d3 білий пішак · e3 чорний король · f3 білий слон · h3 чорний слон · f1 біла тура | f5 біла тура · c3 білий король · d3 білий пішак · e3 чорний король · f3 білий слон · h3 чорний слон · f1 біла тура | f5 біла тура · c3 білий король · d3 білий пішак · e3 чорний король · f3 білий слон · h3 чорний слон · f1 біла тура | f5 біла тура · c3 білий король · d3 білий пішак · e3 чорний король · f3 білий слон · h3 чорний слон · f1 біла тура | 2 |
| 1 | f5 біла тура · c3 білий король · d3 білий пішак · e3 чорний король · f3 білий слон · h3 чорний слон · f1 біла тура | f5 біла тура · c3 білий король · d3 білий пішак · e3 чорний король · f3 білий слон · h3 чорний слон · f1 біла тура | f5 біла тура · c3 білий король · d3 білий пішак · e3 чорний король · f3 білий слон · h3 чорний слон · f1 біла тура | f5 біла тура · c3 білий король · d3 білий пішак · e3 чорний король · f3 білий слон · h3 чорний слон · f1 біла тура | f5 біла тура · c3 білий король · d3 білий пішак · e3 чорний король · f3 білий слон · h3 чорний слон · f1 біла тура | f5 біла тура · c3 білий король · d3 білий пішак · e3 чорний король · f3 білий слон · h3 чорний слон · f1 біла тура | f5 біла тура · c3 білий король · d3 білий пішак · e3 чорний король · f3 білий слон · h3 чорний слон · f1 біла тура | f5 біла тура · c3 білий король · d3 білий пішак · e3 чорний король · f3 білий слон · h3 чорний слон · f1 біла тура | 1 |
|   | a | b | c | d | e | f | g | h |   |

1. Ld1! ~ 2. Te1, T1f3, T5f3, Te5#
1. … Lg2 2. Te1#
1. … L: f1 2. T5f3#
1. … Lg4 2. Te5#
1. … L: f5 2. T1f3#
Тема виражена в чотирьох варіантах.
|   | a | b | c | d | e | f | g | h |   |
| 8 | f6 білий король · a4 біла тура · e4 чорний пішак · f4 чорний король · g4 чорний пішак · b3 білий ферзь · h1 чорний слон | f6 білий король · a4 біла тура · e4 чорний пішак · f4 чорний король · g4 чорний пішак · b3 білий ферзь · h1 чорний слон | f6 білий король · a4 біла тура · e4 чорний пішак · f4 чорний король · g4 чорний пішак · b3 білий ферзь · h1 чорний слон | f6 білий король · a4 біла тура · e4 чорний пішак · f4 чорний король · g4 чорний пішак · b3 білий ферзь · h1 чорний слон | f6 білий король · a4 біла тура · e4 чорний пішак · f4 чорний король · g4 чорний пішак · b3 білий ферзь · h1 чорний слон | f6 білий король · a4 біла тура · e4 чорний пішак · f4 чорний король · g4 чорний пішак · b3 білий ферзь · h1 чорний слон | f6 білий король · a4 біла тура · e4 чорний пішак · f4 чорний король · g4 чорний пішак · b3 білий ферзь · h1 чорний слон | f6 білий король · a4 біла тура · e4 чорний пішак · f4 чорний король · g4 чорний пішак · b3 білий ферзь · h1 чорний слон | 8 |
| 7 | f6 білий король · a4 біла тура · e4 чорний пішак · f4 чорний король · g4 чорний пішак · b3 білий ферзь · h1 чорний слон | f6 білий король · a4 біла тура · e4 чорний пішак · f4 чорний король · g4 чорний пішак · b3 білий ферзь · h1 чорний слон | f6 білий король · a4 біла тура · e4 чорний пішак · f4 чорний король · g4 чорний пішак · b3 білий ферзь · h1 чорний слон | f6 білий король · a4 біла тура · e4 чорний пішак · f4 чорний король · g4 чорний пішак · b3 білий ферзь · h1 чорний слон | f6 білий король · a4 біла тура · e4 чорний пішак · f4 чорний король · g4 чорний пішак · b3 білий ферзь · h1 чорний слон | f6 білий король · a4 біла тура · e4 чорний пішак · f4 чорний король · g4 чорний пішак · b3 білий ферзь · h1 чорний слон | f6 білий король · a4 біла тура · e4 чорний пішак · f4 чорний король · g4 чорний пішак · b3 білий ферзь · h1 чорний слон | f6 білий король · a4 біла тура · e4 чорний пішак · f4 чорний король · g4 чорний пішак · b3 білий ферзь · h1 чорний слон | 7 |
| 6 | f6 білий король · a4 біла тура · e4 чорний пішак · f4 чорний король · g4 чорний пішак · b3 білий ферзь · h1 чорний слон | f6 білий король · a4 біла тура · e4 чорний пішак · f4 чорний король · g4 чорний пішак · b3 білий ферзь · h1 чорний слон | f6 білий король · a4 біла тура · e4 чорний пішак · f4 чорний король · g4 чорний пішак · b3 білий ферзь · h1 чорний слон | f6 білий король · a4 біла тура · e4 чорний пішак · f4 чорний король · g4 чорний пішак · b3 білий ферзь · h1 чорний слон | f6 білий король · a4 біла тура · e4 чорний пішак · f4 чорний король · g4 чорний пішак · b3 білий ферзь · h1 чорний слон | f6 білий король · a4 біла тура · e4 чорний пішак · f4 чорний король · g4 чорний пішак · b3 білий ферзь · h1 чорний слон | f6 білий король · a4 біла тура · e4 чорний пішак · f4 чорний король · g4 чорний пішак · b3 білий ферзь · h1 чорний слон | f6 білий король · a4 біла тура · e4 чорний пішак · f4 чорний король · g4 чорний пішак · b3 білий ферзь · h1 чорний слон | 6 |
| 5 | f6 білий король · a4 біла тура · e4 чорний пішак · f4 чорний король · g4 чорний пішак · b3 білий ферзь · h1 чорний слон | f6 білий король · a4 біла тура · e4 чорний пішак · f4 чорний король · g4 чорний пішак · b3 білий ферзь · h1 чорний слон | f6 білий король · a4 біла тура · e4 чорний пішак · f4 чорний король · g4 чорний пішак · b3 білий ферзь · h1 чорний слон | f6 білий король · a4 біла тура · e4 чорний пішак · f4 чорний король · g4 чорний пішак · b3 білий ферзь · h1 чорний слон | f6 білий король · a4 біла тура · e4 чорний пішак · f4 чорний король · g4 чорний пішак · b3 білий ферзь · h1 чорний слон | f6 білий король · a4 біла тура · e4 чорний пішак · f4 чорний король · g4 чорний пішак · b3 білий ферзь · h1 чорний слон | f6 білий король · a4 біла тура · e4 чорний пішак · f4 чорний король · g4 чорний пішак · b3 білий ферзь · h1 чорний слон | f6 білий король · a4 біла тура · e4 чорний пішак · f4 чорний король · g4 чорний пішак · b3 білий ферзь · h1 чорний слон | 5 |
| 4 | f6 білий король · a4 біла тура · e4 чорний пішак · f4 чорний король · g4 чорний пішак · b3 білий ферзь · h1 чорний слон | f6 білий король · a4 біла тура · e4 чорний пішак · f4 чорний король · g4 чорний пішак · b3 білий ферзь · h1 чорний слон | f6 білий король · a4 біла тура · e4 чорний пішак · f4 чорний король · g4 чорний пішак · b3 білий ферзь · h1 чорний слон | f6 білий король · a4 біла тура · e4 чорний пішак · f4 чорний король · g4 чорний пішак · b3 білий ферзь · h1 чорний слон | f6 білий король · a4 біла тура · e4 чорний пішак · f4 чорний король · g4 чорний пішак · b3 білий ферзь · h1 чорний слон | f6 білий король · a4 біла тура · e4 чорний пішак · f4 чорний король · g4 чорний пішак · b3 білий ферзь · h1 чорний слон | f6 білий король · a4 біла тура · e4 чорний пішак · f4 чорний король · g4 чорний пішак · b3 білий ферзь · h1 чорний слон | f6 білий король · a4 біла тура · e4 чорний пішак · f4 чорний король · g4 чорний пішак · b3 білий ферзь · h1 чорний слон | 4 |
| 3 | f6 білий король · a4 біла тура · e4 чорний пішак · f4 чорний король · g4 чорний пішак · b3 білий ферзь · h1 чорний слон | f6 білий король · a4 біла тура · e4 чорний пішак · f4 чорний король · g4 чорний пішак · b3 білий ферзь · h1 чорний слон | f6 білий король · a4 біла тура · e4 чорний пішак · f4 чорний король · g4 чорний пішак · b3 білий ферзь · h1 чорний слон | f6 білий король · a4 біла тура · e4 чорний пішак · f4 чорний король · g4 чорний пішак · b3 білий ферзь · h1 чорний слон | f6 білий король · a4 біла тура · e4 чорний пішак · f4 чорний король · g4 чорний пішак · b3 білий ферзь · h1 чорний слон | f6 білий король · a4 біла тура · e4 чорний пішак · f4 чорний король · g4 чорний пішак · b3 білий ферзь · h1 чорний слон | f6 білий король · a4 біла тура · e4 чорний пішак · f4 чорний король · g4 чорний пішак · b3 білий ферзь · h1 чорний слон | f6 білий король · a4 біла тура · e4 чорний пішак · f4 чорний король · g4 чорний пішак · b3 білий ферзь · h1 чорний слон | 3 |
| 2 | f6 білий король · a4 біла тура · e4 чорний пішак · f4 чорний король · g4 чорний пішак · b3 білий ферзь · h1 чорний слон | f6 білий король · a4 біла тура · e4 чорний пішак · f4 чорний король · g4 чорний пішак · b3 білий ферзь · h1 чорний слон | f6 білий король · a4 біла тура · e4 чорний пішак · f4 чорний король · g4 чорний пішак · b3 білий ферзь · h1 чорний слон | f6 білий король · a4 біла тура · e4 чорний пішак · f4 чорний король · g4 чорний пішак · b3 білий ферзь · h1 чорний слон | f6 білий король · a4 біла тура · e4 чорний пішак · f4 чорний король · g4 чорний пішак · b3 білий ферзь · h1 чорний слон | f6 білий король · a4 біла тура · e4 чорний пішак · f4 чорний король · g4 чорний пішак · b3 білий ферзь · h1 чорний слон | f6 білий король · a4 біла тура · e4 чорний пішак · f4 чорний король · g4 чорний пішак · b3 білий ферзь · h1 чорний слон | f6 білий король · a4 біла тура · e4 чорний пішак · f4 чорний король · g4 чорний пішак · b3 білий ферзь · h1 чорний слон | 2 |
| 1 | f6 білий король · a4 біла тура · e4 чорний пішак · f4 чорний король · g4 чорний пішак · b3 білий ферзь · h1 чорний слон | f6 білий король · a4 біла тура · e4 чорний пішак · f4 чорний король · g4 чорний пішак · b3 білий ферзь · h1 чорний слон | f6 білий король · a4 біла тура · e4 чорний пішак · f4 чорний король · g4 чорний пішак · b3 білий ферзь · h1 чорний слон | f6 білий король · a4 біла тура · e4 чорний пішак · f4 чорний король · g4 чорний пішак · b3 білий ферзь · h1 чорний слон | f6 білий король · a4 біла тура · e4 чорний пішак · f4 чорний король · g4 чорний пішак · b3 білий ферзь · h1 чорний слон | f6 білий король · a4 біла тура · e4 чорний пішак · f4 чорний король · g4 чорний пішак · b3 білий ферзь · h1 чорний слон | f6 білий король · a4 біла тура · e4 чорний пішак · f4 чорний король · g4 чорний пішак · b3 білий ферзь · h1 чорний слон | f6 білий король · a4 біла тура · e4 чорний пішак · f4 чорний король · g4 чорний пішак · b3 білий ферзь · h1 чорний слон | 1 |
|   | a | b | c | d | e | f | g | h |   |

1. Ta3! ~ 2. Db8, De3, Dg3#
1. … Lf3 2. Db8#
1. … e3  2. De3#
1. … g3  2. Dg3#

## Синтез з іншими темами
Тема легко може бути поєднана з іншими темами. Одна з можливостей — це коли тема Флека-1 проходить в хибній грі, а інша тема уже в дійсній грі.
|   | a | b | c | d | e | f | g | h |   |
| 8 | a8 чорний кінь · b8 білий слон · d7 чорний пішак · b6 чорний пішак · c6 білий ферзь · e6 білий слон · b5 білий пішак · f4 чорна тура · g4 білий кінь · h4 чорний пішак · f3 білий кінь · g3 чорний король · h3 чорний пішак · e2 білий пішак · h2 біла тура · c1 білий король | a8 чорний кінь · b8 білий слон · d7 чорний пішак · b6 чорний пішак · c6 білий ферзь · e6 білий слон · b5 білий пішак · f4 чорна тура · g4 білий кінь · h4 чорний пішак · f3 білий кінь · g3 чорний король · h3 чорний пішак · e2 білий пішак · h2 біла тура · c1 білий король | a8 чорний кінь · b8 білий слон · d7 чорний пішак · b6 чорний пішак · c6 білий ферзь · e6 білий слон · b5 білий пішак · f4 чорна тура · g4 білий кінь · h4 чорний пішак · f3 білий кінь · g3 чорний король · h3 чорний пішак · e2 білий пішак · h2 біла тура · c1 білий король | a8 чорний кінь · b8 білий слон · d7 чорний пішак · b6 чорний пішак · c6 білий ферзь · e6 білий слон · b5 білий пішак · f4 чорна тура · g4 білий кінь · h4 чорний пішак · f3 білий кінь · g3 чорний король · h3 чорний пішак · e2 білий пішак · h2 біла тура · c1 білий король | a8 чорний кінь · b8 білий слон · d7 чорний пішак · b6 чорний пішак · c6 білий ферзь · e6 білий слон · b5 білий пішак · f4 чорна тура · g4 білий кінь · h4 чорний пішак · f3 білий кінь · g3 чорний король · h3 чорний пішак · e2 білий пішак · h2 біла тура · c1 білий король | a8 чорний кінь · b8 білий слон · d7 чорний пішак · b6 чорний пішак · c6 білий ферзь · e6 білий слон · b5 білий пішак · f4 чорна тура · g4 білий кінь · h4 чорний пішак · f3 білий кінь · g3 чорний король · h3 чорний пішак · e2 білий пішак · h2 біла тура · c1 білий король | a8 чорний кінь · b8 білий слон · d7 чорний пішак · b6 чорний пішак · c6 білий ферзь · e6 білий слон · b5 білий пішак · f4 чорна тура · g4 білий кінь · h4 чорний пішак · f3 білий кінь · g3 чорний король · h3 чорний пішак · e2 білий пішак · h2 біла тура · c1 білий король | a8 чорний кінь · b8 білий слон · d7 чорний пішак · b6 чорний пішак · c6 білий ферзь · e6 білий слон · b5 білий пішак · f4 чорна тура · g4 білий кінь · h4 чорний пішак · f3 білий кінь · g3 чорний король · h3 чорний пішак · e2 білий пішак · h2 біла тура · c1 білий король | 8 |
| 7 | a8 чорний кінь · b8 білий слон · d7 чорний пішак · b6 чорний пішак · c6 білий ферзь · e6 білий слон · b5 білий пішак · f4 чорна тура · g4 білий кінь · h4 чорний пішак · f3 білий кінь · g3 чорний король · h3 чорний пішак · e2 білий пішак · h2 біла тура · c1 білий король | a8 чорний кінь · b8 білий слон · d7 чорний пішак · b6 чорний пішак · c6 білий ферзь · e6 білий слон · b5 білий пішак · f4 чорна тура · g4 білий кінь · h4 чорний пішак · f3 білий кінь · g3 чорний король · h3 чорний пішак · e2 білий пішак · h2 біла тура · c1 білий король | a8 чорний кінь · b8 білий слон · d7 чорний пішак · b6 чорний пішак · c6 білий ферзь · e6 білий слон · b5 білий пішак · f4 чорна тура · g4 білий кінь · h4 чорний пішак · f3 білий кінь · g3 чорний король · h3 чорний пішак · e2 білий пішак · h2 біла тура · c1 білий король | a8 чорний кінь · b8 білий слон · d7 чорний пішак · b6 чорний пішак · c6 білий ферзь · e6 білий слон · b5 білий пішак · f4 чорна тура · g4 білий кінь · h4 чорний пішак · f3 білий кінь · g3 чорний король · h3 чорний пішак · e2 білий пішак · h2 біла тура · c1 білий король | a8 чорний кінь · b8 білий слон · d7 чорний пішак · b6 чорний пішак · c6 білий ферзь · e6 білий слон · b5 білий пішак · f4 чорна тура · g4 білий кінь · h4 чорний пішак · f3 білий кінь · g3 чорний король · h3 чорний пішак · e2 білий пішак · h2 біла тура · c1 білий король | a8 чорний кінь · b8 білий слон · d7 чорний пішак · b6 чорний пішак · c6 білий ферзь · e6 білий слон · b5 білий пішак · f4 чорна тура · g4 білий кінь · h4 чорний пішак · f3 білий кінь · g3 чорний король · h3 чорний пішак · e2 білий пішак · h2 біла тура · c1 білий король | a8 чорний кінь · b8 білий слон · d7 чорний пішак · b6 чорний пішак · c6 білий ферзь · e6 білий слон · b5 білий пішак · f4 чорна тура · g4 білий кінь · h4 чорний пішак · f3 білий кінь · g3 чорний король · h3 чорний пішак · e2 білий пішак · h2 біла тура · c1 білий король | a8 чорний кінь · b8 білий слон · d7 чорний пішак · b6 чорний пішак · c6 білий ферзь · e6 білий слон · b5 білий пішак · f4 чорна тура · g4 білий кінь · h4 чорний пішак · f3 білий кінь · g3 чорний король · h3 чорний пішак · e2 білий пішак · h2 біла тура · c1 білий король | 7 |
| 6 | a8 чорний кінь · b8 білий слон · d7 чорний пішак · b6 чорний пішак · c6 білий ферзь · e6 білий слон · b5 білий пішак · f4 чорна тура · g4 білий кінь · h4 чорний пішак · f3 білий кінь · g3 чорний король · h3 чорний пішак · e2 білий пішак · h2 біла тура · c1 білий король | a8 чорний кінь · b8 білий слон · d7 чорний пішак · b6 чорний пішак · c6 білий ферзь · e6 білий слон · b5 білий пішак · f4 чорна тура · g4 білий кінь · h4 чорний пішак · f3 білий кінь · g3 чорний король · h3 чорний пішак · e2 білий пішак · h2 біла тура · c1 білий король | a8 чорний кінь · b8 білий слон · d7 чорний пішак · b6 чорний пішак · c6 білий ферзь · e6 білий слон · b5 білий пішак · f4 чорна тура · g4 білий кінь · h4 чорний пішак · f3 білий кінь · g3 чорний король · h3 чорний пішак · e2 білий пішак · h2 біла тура · c1 білий король | a8 чорний кінь · b8 білий слон · d7 чорний пішак · b6 чорний пішак · c6 білий ферзь · e6 білий слон · b5 білий пішак · f4 чорна тура · g4 білий кінь · h4 чорний пішак · f3 білий кінь · g3 чорний король · h3 чорний пішак · e2 білий пішак · h2 біла тура · c1 білий король | a8 чорний кінь · b8 білий слон · d7 чорний пішак · b6 чорний пішак · c6 білий ферзь · e6 білий слон · b5 білий пішак · f4 чорна тура · g4 білий кінь · h4 чорний пішак · f3 білий кінь · g3 чорний король · h3 чорний пішак · e2 білий пішак · h2 біла тура · c1 білий король | a8 чорний кінь · b8 білий слон · d7 чорний пішак · b6 чорний пішак · c6 білий ферзь · e6 білий слон · b5 білий пішак · f4 чорна тура · g4 білий кінь · h4 чорний пішак · f3 білий кінь · g3 чорний король · h3 чорний пішак · e2 білий пішак · h2 біла тура · c1 білий король | a8 чорний кінь · b8 білий слон · d7 чорний пішак · b6 чорний пішак · c6 білий ферзь · e6 білий слон · b5 білий пішак · f4 чорна тура · g4 білий кінь · h4 чорний пішак · f3 білий кінь · g3 чорний король · h3 чорний пішак · e2 білий пішак · h2 біла тура · c1 білий король | a8 чорний кінь · b8 білий слон · d7 чорний пішак · b6 чорний пішак · c6 білий ферзь · e6 білий слон · b5 білий пішак · f4 чорна тура · g4 білий кінь · h4 чорний пішак · f3 білий кінь · g3 чорний король · h3 чорний пішак · e2 білий пішак · h2 біла тура · c1 білий король | 6 |
| 5 | a8 чорний кінь · b8 білий слон · d7 чорний пішак · b6 чорний пішак · c6 білий ферзь · e6 білий слон · b5 білий пішак · f4 чорна тура · g4 білий кінь · h4 чорний пішак · f3 білий кінь · g3 чорний король · h3 чорний пішак · e2 білий пішак · h2 біла тура · c1 білий король | a8 чорний кінь · b8 білий слон · d7 чорний пішак · b6 чорний пішак · c6 білий ферзь · e6 білий слон · b5 білий пішак · f4 чорна тура · g4 білий кінь · h4 чорний пішак · f3 білий кінь · g3 чорний король · h3 чорний пішак · e2 білий пішак · h2 біла тура · c1 білий король | a8 чорний кінь · b8 білий слон · d7 чорний пішак · b6 чорний пішак · c6 білий ферзь · e6 білий слон · b5 білий пішак · f4 чорна тура · g4 білий кінь · h4 чорний пішак · f3 білий кінь · g3 чорний король · h3 чорний пішак · e2 білий пішак · h2 біла тура · c1 білий король | a8 чорний кінь · b8 білий слон · d7 чорний пішак · b6 чорний пішак · c6 білий ферзь · e6 білий слон · b5 білий пішак · f4 чорна тура · g4 білий кінь · h4 чорний пішак · f3 білий кінь · g3 чорний король · h3 чорний пішак · e2 білий пішак · h2 біла тура · c1 білий король | a8 чорний кінь · b8 білий слон · d7 чорний пішак · b6 чорний пішак · c6 білий ферзь · e6 білий слон · b5 білий пішак · f4 чорна тура · g4 білий кінь · h4 чорний пішак · f3 білий кінь · g3 чорний король · h3 чорний пішак · e2 білий пішак · h2 біла тура · c1 білий король | a8 чорний кінь · b8 білий слон · d7 чорний пішак · b6 чорний пішак · c6 білий ферзь · e6 білий слон · b5 білий пішак · f4 чорна тура · g4 білий кінь · h4 чорний пішак · f3 білий кінь · g3 чорний король · h3 чорний пішак · e2 білий пішак · h2 біла тура · c1 білий король | a8 чорний кінь · b8 білий слон · d7 чорний пішак · b6 чорний пішак · c6 білий ферзь · e6 білий слон · b5 білий пішак · f4 чорна тура · g4 білий кінь · h4 чорний пішак · f3 білий кінь · g3 чорний король · h3 чорний пішак · e2 білий пішак · h2 біла тура · c1 білий король | a8 чорний кінь · b8 білий слон · d7 чорний пішак · b6 чорний пішак · c6 білий ферзь · e6 білий слон · b5 білий пішак · f4 чорна тура · g4 білий кінь · h4 чорний пішак · f3 білий кінь · g3 чорний король · h3 чорний пішак · e2 білий пішак · h2 біла тура · c1 білий король | 5 |
| 4 | a8 чорний кінь · b8 білий слон · d7 чорний пішак · b6 чорний пішак · c6 білий ферзь · e6 білий слон · b5 білий пішак · f4 чорна тура · g4 білий кінь · h4 чорний пішак · f3 білий кінь · g3 чорний король · h3 чорний пішак · e2 білий пішак · h2 біла тура · c1 білий король | a8 чорний кінь · b8 білий слон · d7 чорний пішак · b6 чорний пішак · c6 білий ферзь · e6 білий слон · b5 білий пішак · f4 чорна тура · g4 білий кінь · h4 чорний пішак · f3 білий кінь · g3 чорний король · h3 чорний пішак · e2 білий пішак · h2 біла тура · c1 білий король | a8 чорний кінь · b8 білий слон · d7 чорний пішак · b6 чорний пішак · c6 білий ферзь · e6 білий слон · b5 білий пішак · f4 чорна тура · g4 білий кінь · h4 чорний пішак · f3 білий кінь · g3 чорний король · h3 чорний пішак · e2 білий пішак · h2 біла тура · c1 білий король | a8 чорний кінь · b8 білий слон · d7 чорний пішак · b6 чорний пішак · c6 білий ферзь · e6 білий слон · b5 білий пішак · f4 чорна тура · g4 білий кінь · h4 чорний пішак · f3 білий кінь · g3 чорний король · h3 чорний пішак · e2 білий пішак · h2 біла тура · c1 білий король | a8 чорний кінь · b8 білий слон · d7 чорний пішак · b6 чорний пішак · c6 білий ферзь · e6 білий слон · b5 білий пішак · f4 чорна тура · g4 білий кінь · h4 чорний пішак · f3 білий кінь · g3 чорний король · h3 чорний пішак · e2 білий пішак · h2 біла тура · c1 білий король | a8 чорний кінь · b8 білий слон · d7 чорний пішак · b6 чорний пішак · c6 білий ферзь · e6 білий слон · b5 білий пішак · f4 чорна тура · g4 білий кінь · h4 чорний пішак · f3 білий кінь · g3 чорний король · h3 чорний пішак · e2 білий пішак · h2 біла тура · c1 білий король | a8 чорний кінь · b8 білий слон · d7 чорний пішак · b6 чорний пішак · c6 білий ферзь · e6 білий слон · b5 білий пішак · f4 чорна тура · g4 білий кінь · h4 чорний пішак · f3 білий кінь · g3 чорний король · h3 чорний пішак · e2 білий пішак · h2 біла тура · c1 білий король | a8 чорний кінь · b8 білий слон · d7 чорний пішак · b6 чорний пішак · c6 білий ферзь · e6 білий слон · b5 білий пішак · f4 чорна тура · g4 білий кінь · h4 чорний пішак · f3 білий кінь · g3 чорний король · h3 чорний пішак · e2 білий пішак · h2 біла тура · c1 білий король | 4 |
| 3 | a8 чорний кінь · b8 білий слон · d7 чорний пішак · b6 чорний пішак · c6 білий ферзь · e6 білий слон · b5 білий пішак · f4 чорна тура · g4 білий кінь · h4 чорний пішак · f3 білий кінь · g3 чорний король · h3 чорний пішак · e2 білий пішак · h2 біла тура · c1 білий король | a8 чорний кінь · b8 білий слон · d7 чорний пішак · b6 чорний пішак · c6 білий ферзь · e6 білий слон · b5 білий пішак · f4 чорна тура · g4 білий кінь · h4 чорний пішак · f3 білий кінь · g3 чорний король · h3 чорний пішак · e2 білий пішак · h2 біла тура · c1 білий король | a8 чорний кінь · b8 білий слон · d7 чорний пішак · b6 чорний пішак · c6 білий ферзь · e6 білий слон · b5 білий пішак · f4 чорна тура · g4 білий кінь · h4 чорний пішак · f3 білий кінь · g3 чорний король · h3 чорний пішак · e2 білий пішак · h2 біла тура · c1 білий король | a8 чорний кінь · b8 білий слон · d7 чорний пішак · b6 чорний пішак · c6 білий ферзь · e6 білий слон · b5 білий пішак · f4 чорна тура · g4 білий кінь · h4 чорний пішак · f3 білий кінь · g3 чорний король · h3 чорний пішак · e2 білий пішак · h2 біла тура · c1 білий король | a8 чорний кінь · b8 білий слон · d7 чорний пішак · b6 чорний пішак · c6 білий ферзь · e6 білий слон · b5 білий пішак · f4 чорна тура · g4 білий кінь · h4 чорний пішак · f3 білий кінь · g3 чорний король · h3 чорний пішак · e2 білий пішак · h2 біла тура · c1 білий король | a8 чорний кінь · b8 білий слон · d7 чорний пішак · b6 чорний пішак · c6 білий ферзь · e6 білий слон · b5 білий пішак · f4 чорна тура · g4 білий кінь · h4 чорний пішак · f3 білий кінь · g3 чорний король · h3 чорний пішак · e2 білий пішак · h2 біла тура · c1 білий король | a8 чорний кінь · b8 білий слон · d7 чорний пішак · b6 чорний пішак · c6 білий ферзь · e6 білий слон · b5 білий пішак · f4 чорна тура · g4 білий кінь · h4 чорний пішак · f3 білий кінь · g3 чорний король · h3 чорний пішак · e2 білий пішак · h2 біла тура · c1 білий король | a8 чорний кінь · b8 білий слон · d7 чорний пішак · b6 чорний пішак · c6 білий ферзь · e6 білий слон · b5 білий пішак · f4 чорна тура · g4 білий кінь · h4 чорний пішак · f3 білий кінь · g3 чорний король · h3 чорний пішак · e2 білий пішак · h2 біла тура · c1 білий король | 3 |
| 2 | a8 чорний кінь · b8 білий слон · d7 чорний пішак · b6 чорний пішак · c6 білий ферзь · e6 білий слон · b5 білий пішак · f4 чорна тура · g4 білий кінь · h4 чорний пішак · f3 білий кінь · g3 чорний король · h3 чорний пішак · e2 білий пішак · h2 біла тура · c1 білий король | a8 чорний кінь · b8 білий слон · d7 чорний пішак · b6 чорний пішак · c6 білий ферзь · e6 білий слон · b5 білий пішак · f4 чорна тура · g4 білий кінь · h4 чорний пішак · f3 білий кінь · g3 чорний король · h3 чорний пішак · e2 білий пішак · h2 біла тура · c1 білий король | a8 чорний кінь · b8 білий слон · d7 чорний пішак · b6 чорний пішак · c6 білий ферзь · e6 білий слон · b5 білий пішак · f4 чорна тура · g4 білий кінь · h4 чорний пішак · f3 білий кінь · g3 чорний король · h3 чорний пішак · e2 білий пішак · h2 біла тура · c1 білий король | a8 чорний кінь · b8 білий слон · d7 чорний пішак · b6 чорний пішак · c6 білий ферзь · e6 білий слон · b5 білий пішак · f4 чорна тура · g4 білий кінь · h4 чорний пішак · f3 білий кінь · g3 чорний король · h3 чорний пішак · e2 білий пішак · h2 біла тура · c1 білий король | a8 чорний кінь · b8 білий слон · d7 чорний пішак · b6 чорний пішак · c6 білий ферзь · e6 білий слон · b5 білий пішак · f4 чорна тура · g4 білий кінь · h4 чорний пішак · f3 білий кінь · g3 чорний король · h3 чорний пішак · e2 білий пішак · h2 біла тура · c1 білий король | a8 чорний кінь · b8 білий слон · d7 чорний пішак · b6 чорний пішак · c6 білий ферзь · e6 білий слон · b5 білий пішак · f4 чорна тура · g4 білий кінь · h4 чорний пішак · f3 білий кінь · g3 чорний король · h3 чорний пішак · e2 білий пішак · h2 біла тура · c1 білий король | a8 чорний кінь · b8 білий слон · d7 чорний пішак · b6 чорний пішак · c6 білий ферзь · e6 білий слон · b5 білий пішак · f4 чорна тура · g4 білий кінь · h4 чорний пішак · f3 білий кінь · g3 чорний король · h3 чорний пішак · e2 білий пішак · h2 біла тура · c1 білий король | a8 чорний кінь · b8 білий слон · d7 чорний пішак · b6 чорний пішак · c6 білий ферзь · e6 білий слон · b5 білий пішак · f4 чорна тура · g4 білий кінь · h4 чорний пішак · f3 білий кінь · g3 чорний король · h3 чорний пішак · e2 білий пішак · h2 біла тура · c1 білий король | 2 |
| 1 | a8 чорний кінь · b8 білий слон · d7 чорний пішак · b6 чорний пішак · c6 білий ферзь · e6 білий слон · b5 білий пішак · f4 чорна тура · g4 білий кінь · h4 чорний пішак · f3 білий кінь · g3 чорний король · h3 чорний пішак · e2 білий пішак · h2 біла тура · c1 білий король | a8 чорний кінь · b8 білий слон · d7 чорний пішак · b6 чорний пішак · c6 білий ферзь · e6 білий слон · b5 білий пішак · f4 чорна тура · g4 білий кінь · h4 чорний пішак · f3 білий кінь · g3 чорний король · h3 чорний пішак · e2 білий пішак · h2 біла тура · c1 білий король | a8 чорний кінь · b8 білий слон · d7 чорний пішак · b6 чорний пішак · c6 білий ферзь · e6 білий слон · b5 білий пішак · f4 чорна тура · g4 білий кінь · h4 чорний пішак · f3 білий кінь · g3 чорний король · h3 чорний пішак · e2 білий пішак · h2 біла тура · c1 білий король | a8 чорний кінь · b8 білий слон · d7 чорний пішак · b6 чорний пішак · c6 білий ферзь · e6 білий слон · b5 білий пішак · f4 чорна тура · g4 білий кінь · h4 чорний пішак · f3 білий кінь · g3 чорний король · h3 чорний пішак · e2 білий пішак · h2 біла тура · c1 білий король | a8 чорний кінь · b8 білий слон · d7 чорний пішак · b6 чорний пішак · c6 білий ферзь · e6 білий слон · b5 білий пішак · f4 чорна тура · g4 білий кінь · h4 чорний пішак · f3 білий кінь · g3 чорний король · h3 чорний пішак · e2 білий пішак · h2 біла тура · c1 білий король | a8 чорний кінь · b8 білий слон · d7 чорний пішак · b6 чорний пішак · c6 білий ферзь · e6 білий слон · b5 білий пішак · f4 чорна тура · g4 білий кінь · h4 чорний пішак · f3 білий кінь · g3 чорний король · h3 чорний пішак · e2 білий пішак · h2 біла тура · c1 білий король | a8 чорний кінь · b8 білий слон · d7 чорний пішак · b6 чорний пішак · c6 білий ферзь · e6 білий слон · b5 білий пішак · f4 чорна тура · g4 білий кінь · h4 чорний пішак · f3 білий кінь · g3 чорний король · h3 чорний пішак · e2 білий пішак · h2 біла тура · c1 білий король | a8 чорний кінь · b8 білий слон · d7 чорний пішак · b6 чорний пішак · c6 білий ферзь · e6 білий слон · b5 білий пішак · f4 чорна тура · g4 білий кінь · h4 чорний пішак · f3 білий кінь · g3 чорний король · h3 чорний пішак · e2 білий пішак · h2 біла тура · c1 білий король | 1 |
|   | a | b | c | d | e | f | g | h |   |

1. Sg5! ~ 2. Se4, T: h3, Dc3, Df3#
1. … dc 2. Se4#
1. … d6 2. T: h3#
1. … d5 2. Dc3#
1. … de 2. Df3#
Тема виражена в синтезі з темою альбіно.